# Atresia intestinal
La atresia intestinal es cualquier malformación congénita de la estructura del intestino que causa obstrucción intestinal. La malformación puede ser un estrechamiento (estenosis), ausencia o malrotación de una porción del intestino. Estos defectos o bien pueden ocurrir en el intestino delgado o en el intestino grueso.

## Signos y síntomas
El síntoma más destacado de la atresia intestinal es el vómito bilioso poco después del nacimiento. Esto es más común en la atresia yeyunal. Otras características incluyen distensión abdominal y falta de expulsión de meconio. La distensión es más generalizada cuanto más abajo en el intestino se localiza la atresia y, por lo tanto, es más prominente con la atresia ileal. La incapacidad para defecar es más común con atresia duodenal o yeyunal; si se evacuan las heces, pueden ser pequeñas, con apariencia de moco y grises. Ocasionalmente, puede haber ictericia, que es más común en la atresia yeyunal. La sensibilidad abdominal o una masa abdominal generalmente no se ven como síntomas de atresia intestinal. Más bien, la sensibilidad abdominal es un síntoma de la peritonitis por meconio de complicación tardía.
Antes del nacimiento, el exceso de líquido amniótico (polihidramnios) es un síntoma posible. Esto es más común en la atresia duodenal y esofágica.

## Causa
La causa más común de atresia intestinal no duodenal es un accidente vascular en el útero que conduce a una disminución de la perfusión intestinal e isquemia del segmento respectivo del intestino. Esto conduce a un estrechamiento o, en los casos más graves, a la obliteración completa de la luz intestinal.[cita requerida]
En el caso de que la arteria mesentérica superior u otra arteria intestinal principal esté ocluida, grandes segmentos de intestino pueden estar completamente subdesarrollados (tipo III). Clásicamente, el área afectada del intestino asume una configuración en espiral y se describe que tiene una apariencia de "piel de manzana"; esto se acompaña de falta de mesenterio dorsal (tipo IIIb).[cita requerida]
También se ha descrito una forma hereditaria, la atresia intestinal múltiple familiar. Este trastorno se informó por primera vez en 1971. Se debe a una mutación en el gen TTC7A en el brazo corto del cromosoma 2 (2p16). Se hereda como un gen autosómico recesivo y suele ser mortal en la infancia. La atresia ileal también puede resultar como una complicación del íleo meconial.[cita requerida]
Un tercio de los bebés con atresia intestinal nacen prematuramente o con bajo peso al nacer.

## Diagnóstico
Las atresias intestinales a menudo se descubren antes del nacimiento; ya sea durante una ecografía de rutina que muestra un segmento intestinal dilatado debido al bloqueo, o por el desarrollo de polihidramnios (la acumulación de demasiado líquido amniótico en el útero). Estas anomalías son indicaciones de que el feto puede tener una obstrucción intestinal que un estudio de ultrasonido más detallado puede confirmar. Los bebés con estenosis en lugar de atresia a menudo no se descubren hasta varios días después del nacimiento.
Algunos fetos con obstrucción intestinal tienen cromosomas anormales. Se recomienda una amniocentesis porque puede determinar no solo el sexo del bebé, sino si existe o no un problema con los cromosomas.[cita requerida]
Si no se diagnostica en el útero, los bebés con atresia intestinal generalmente se diagnostican el día 1 o el día 2 después de presentar problemas para comer, vómitos y / o falta de evacuación intestinal. El diagnóstico se puede confirmar con una radiografía y, por lo general, se sigue con una serie gastrointestinal superior, una serie gastrointestinal inferior y una ecografía.

### Clasificación

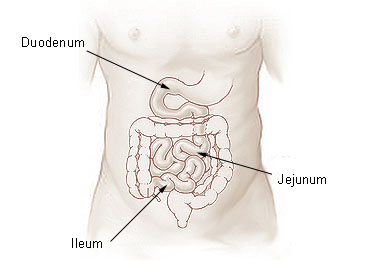
Sitios de atresia del intestino delgado: duodeno, yeyuno e íleon

#### Por localización
La atresia intestinal se puede clasificar según su ubicación. Los pacientes pueden tener atresia intestinal en múltiples localizaciones.
- Atresia duodenal: malformación del duodeno, parte del intestino que se vacía del estómago y primera sección del intestino delgado.
- Atresia yeyunal : malformación del yeyuno, la segunda parte del intestino delgado que se extiende desde el duodeno hasta el íleon, que hace que el yeyuno bloquee el flujo sanguíneo al colon[7]
- Atresia ileal: malformación del íleon, la parte inferior del intestino delgado
- Atresia de colon - malformación del colon

Las malformaciones también pueden ocurrir a lo largo de múltiples porciones del tracto intestinal; por ejemplo, una malformación que ocurre a lo largo del yeyuno y el íleon o se extiende a lo largo del mismo se denomina atresia yeyunoileal.

#### Por malformación
La atresia intestinal también puede clasificarse según el tipo de malformación. El sistema de clasificación de Bland-Sutton y Louw y Barnard (1955) inicialmente los dividió en tres tipos. Esto fue ampliado más tarde a cinco por Zerella y Grosfeld et al.

##### Tipo i
En el tipo I, hay una pared ( tabique ) o membrana en algún punto del intestino, lo que provoca la dilatación del intestino en el lado más cercano y un colapso del intestino en el último lado. La longitud del intestino no suele verse afectada en este tipo.

##### Tipo II
En el tipo II, hay un espacio en el intestino, y cada extremo del intestino restante está cerrado y conectado al otro por un cordón fibroso que corre a lo largo del borde del mesenterio. El mesenterio permanece intacto.

##### Tipo IIIa
El tipo IIIa es similar al tipo II, pero el mesenterio está defectuoso (hay un espacio en forma de V), y la longitud del intestino puede acortarse.

##### Tipo IIIb
En el tipo IIIb, también conocido como deformidad en "cáscara de manzana" o "árbol de Navidad", la atresia afecta el yeyuno y el intestino a menudo está malrotado con la mayoría de las arterias mesentéricas ausentes. El íleon restante, que tiene una longitud variable, sobrevive en una sola arteria mesentérica, que se retuerce en forma de espiral. El término atresia intestinal de cáscara de manzana generalmente se reserva para cuando afecta el yeyuno, mientras que la atresia intestinal del árbol de Navidad se usa si afecta el duodeno. Sin embargo, puede afectar a ambos.

##### Tipo IV
El tipo IV implica una combinación de todos los demás tipos y tiene la apariencia de una cadena de salchichas. La longitud del intestino siempre se acorta, pero la última parte del íleon no suele verse afectada, como en el tipo III. Este tipo generalmente afecta el extremo más cercano del yeyuno, pero el extremo más alejado del íleon puede verse afectado.

## Tratamiento
La atresia intestinal fetal y neonatal se trata mediante laparotomía después del nacimiento. Si el área afectada es pequeña, el cirujano puede quitar la parte dañada y volver a unir el intestino. En los casos en que el estrechamiento sea más prolongado o el área esté dañada y no pueda usarse durante un período de tiempo, se puede colocar un estoma temporal.[cita requerida]
Por lo general, al lactante se le administra hidratación con líquidos por vía intravenosa y se puede usar una sonda nasogástrica u orogástrica para aspirar el contenido del estómago. La administración nutricional se mantiene después de la cirugía hasta que el intestino pueda reanudar su función normal.

## Pronóstico

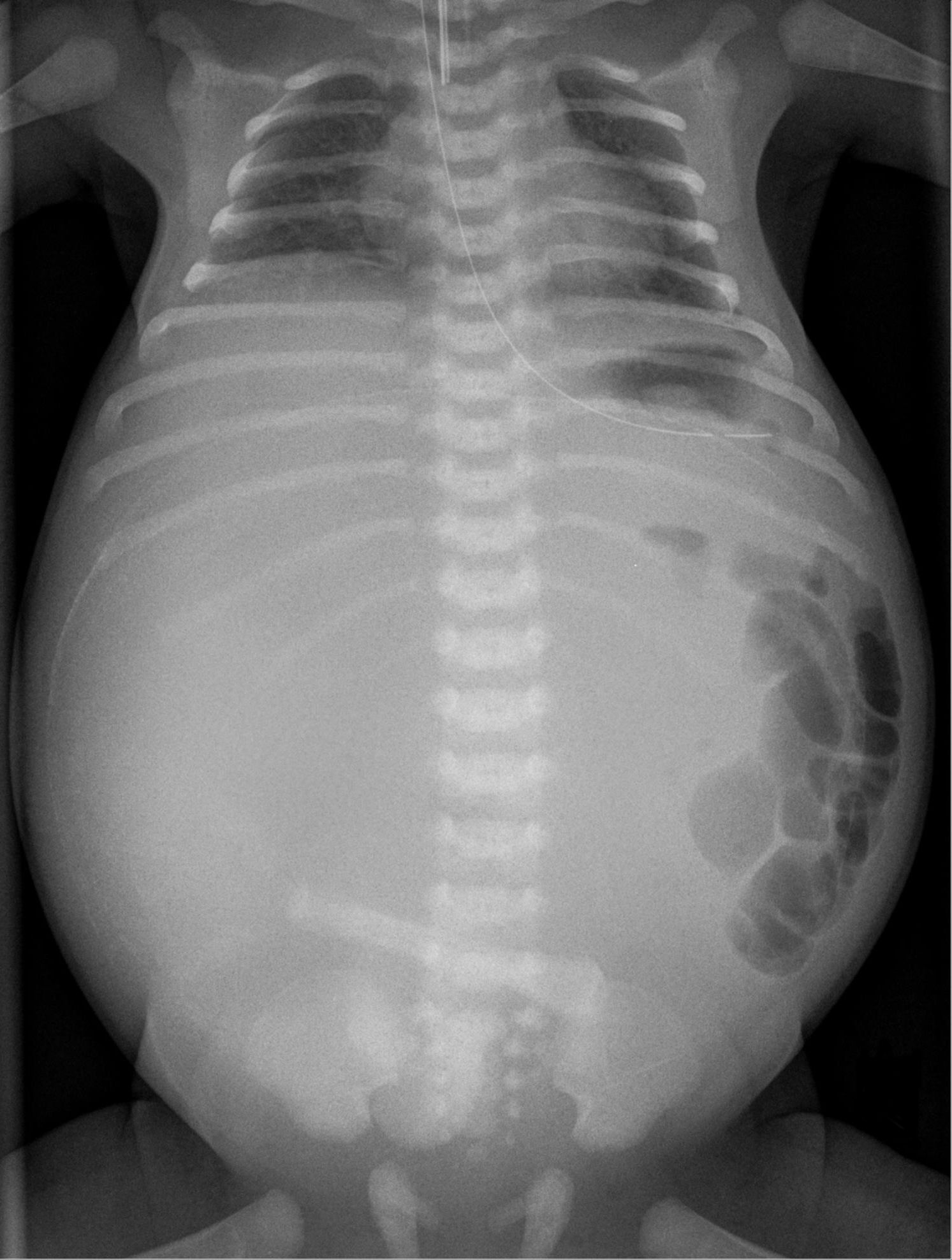
Complicación de la atresia ileal, peritonitis meconial, en la que el intestino se perfora antes del nacimiento. La radiografía muestra un seudoquiste de meconio.

El pronóstico suele ser bueno si se trata con cirugía en la infancia. El principal factor de mortalidad es la disponibilidad de atención y una nutrición parenteral adecuada después de la cirugía hasta que el intestino pueda reanudar su función normal.
La complicación más común es la pseudoobstrucción en el sitio de la cirugía debido a una dismotilidad intestinal preexistente. Por lo general, esto solo puede tratarse con métodos no quirúrgicos.
Si no se trata la atresia, el intestino puede perforarse o isquemiarse. Esto puede provocar sensibilidad abdominal y peritonitis por meconio, que pueden ser fatales.

## Epidemiología
La atresia intestinal ocurre en aproximadamente 1 de cada 3000 nacimientos en los Estados Unidos. La forma más común de atresia intestinal es la atresia duodenal. Tiene una fuerte asociación con el síndrome de Down. El segundo tipo más común es la atresia ileal. El 95% de las obstrucciones yeyunoileales congénitas son atresias; solo el 5% son estenosis.
La prevalencia de atresia yeyunoileal es de 1 a 3 de cada 10.000 nacidos vivos. Se asocia débilmente con fibrosis quística, malrotación intestinal y gastrosquisis.
Las frecuencias de cada tipo de la clasificación de Louw y Barnard son las siguientes:
- Tipo I: 19-23% de los casos (media: 20,6%)
- Tipo II: 10 a 35% de los casos (media: 25,3%)
- Tipo IIIa: 15% -46% de los casos (media: 30%)
- Tipo IIIb (tipo "piel de manzana"): 4 a 19% de los casos (media: 8,8%)
- Tipo IV: 6-32% de los casos (media: 15,9%). (Nota: los porcentajes medios en total superan el 100% debido al redondeo.)

## Historia
La atresia ileal fue descrita por primera vez en 1684 por Goeller. En 1812, Johann Friedrich Meckel revisó el tema y especuló sobre una explicación. En 1889, el cirujano inglés John Bland-Sutton propuso un sistema de clasificación para la atresia intestinal y sugirió que ocurre en áreas que están borradas como parte del desarrollo normal. En 1900, el médico austriaco Julius Tandler propuso por primera vez la teoría de que podría deberse a la falta de recanalización durante el desarrollo.
La causa isquémica vascular de la atresia no duodenal fue confirmada por Louw y Barnard en 1955 y se repitió en estudios posteriores. Fue propuesto por primera vez por NI Spriggs en 1912.